# Cirque d'Artout
Le cirque d'Artout, aussi orthographié cirque d'Artoux, est un cirque naturel français situé dans la partie orientale des monts du Cézallier, dans le département du Puy-de-Dôme et le parc naturel régional des volcans d'Auvergne.  C'est l'une des principales vallées glaciaires du Massif central.

## Formation géologique
Il y a huit à trois millions d’années le stratovolcan du Cézallier s'est mis en place et a émis par intermittence des coulées de basalte. Il a aussi émis d'autres types de laves visibles sur le flanc ouest du signal du Luguet. Il y a 500 000 à 10 000 ans, lors des périodes glaciaires du Quaternaire, une petite calotte glaciaire s'est installée sur le sommet du volcan et s'est étalée dans les vallées non comblées par les laves. Le glacier a creusé et dégagé des roches et des matériaux tendres non protégés par les coulées de laves massives et a ainsi créé le cirque. La formation du cirque a été facilitée par la disposition des roches tendres (scories, cendres blocs, socles altéré) et des roches dures (coulées de lave massive). D'autre part, son exposition au nord-est a favorisé la persistance d'une langue glaciaire jusqu'à une époque récente et a accentué le phénomène de creusement.

## Protection environnementale
Le site présente un grand intérêt biologique et écologique qui lui a permis d'être classé zone naturelle d'intérêt écologique, faunistique et floristique.
On peut y observer notamment le Chamois qui a fait le chemin naturellement depuis les monts du Cantal et les monts Dore.